# Puchar Polski w piłce siatkowej mężczyzn (1936)
Puchar Polski w piłce siatkowej mężczyzn 1936 (Puchar PZGS) – 5. sezon rozgrywek o siatkarski Puchar Polski, zwany także zimowymi mistrzostwami Polski. W turnieju mogły wziąć udział drużyny, które zwyciężyły w eliminacjach okręgowych, oraz wicemistrz okręgu pomorskiego - KPW Pomorzanin Toruń, na którego udział w rywalizacji zezwolił PZGS. 

## Rozgrywki
Uczestniczące w rozgrywkach drużyny zostały podzielone na dwie grupy, z których do finału kwalifikowały się po dwa zespoły. W grupach i w finale grano systemem każda drużyna z każdą. 
- Grupa I: AZS Lwów, Pomorzanin Toruń, YMCA Kraków, KPW Katowice

 Wyniki grupy I 
| Data       | Drużyna 1        | Wynik | Drużyna 2        | Sety         |
| ---------- | ---------------- | ----- | ---------------- | ------------ |
| 14.03.1936 | AZS Lwów         | 2:0   | Pomorzanin Toruń | 17:15, 15:11 |
| 14.03.1936 | YMCA Kraków      | 2:0   | KPW Katowice     | 15:7, 15:8   |
|            |                  |       |                  |              |
| 14.03.1936 | Pomorzanin Toruń | 2:0   | KPW Katowice     | 15:6, 15:4   |
| 14.03.1936 | YMCA Kraków      | 2:0   | AZS Lwów         | 15:10, 15:6  |
|            |                  |       |                  |              |
| 15.03.1936 | YMCA Kraków      | 2:0   | Pomorzanin Toruń | 15:12, 15:12 |
| 15.03.1936 | AZS Lwów         | 2:0   | KPW Katowice     | 15:4, 15:4   |

- Grupa II: Ognisko Wilno, ŁKS Łódź,  Polonia Warszawa, Gryf Toruń.

 Wyniki grupy II 
| Data       | Drużyna 1        | Wynik | Drużyna 2     | Sety                |
| ---------- | ---------------- | ----- | ------------- | ------------------- |
| 14.03.1936 | Ognisko Wilno    | 2:0   | ŁKS Łódź      | 15:11, 15:9         |
| 14.03.1936 | Polonia Warszawa | 2:1   | Gryf Toruń    | 17:15, 14:16, 15:10 |
|            |                  |       |               |                     |
| 14.03.1936 | Polonia Warszawa | 2:0   | ŁKS Łódź      | 15:9, 16:14         |
| 14.03.1936 | Ognisko Wilno    | 2:0   | Gryf Toruń    | 15:9, 15:5          |
|            |                  |       |               |                     |
| 15.03.1936 | Polonia Warszawa | 2:1   | Ognisko Wilno | 15:10, 13:15, 17:15 |
| 15.03.1936 | ŁKS Łódź         | 2:1   | Gryf Toruń    | 15:4, 15:17, 15:13  |

 Wyniki fazy finałowej 
| Data       | Drużyna 1        | Wynik | Drużyna 2        | Sety                |
| ---------- | ---------------- | ----- | ---------------- | ------------------- |
| 15.03.1936 | Polonia Warszawa | 2:1   | AZS Lwów         | 10:15, 15:11, 15:11 |
| 15.03.1936 | Ognisko Wilno    | 2:1   | AZS Lwów         | 15:10, 11:15, 14:10 |
|            |                  |       |                  |                     |
| 15.03.1936 | YMCA Kraków      | 2:0   | Ognisko Wilno    | 15:7, 22:20         |
| 15.03.1936 | YMCA Kraków      | 2:0   | AZS Lwów         | 15:2, 15:5          |
|            |                  |       |                  |                     |
| 15.03.1936 | Polonia Warszawa | 2:0   | Ognisko Wilno    | 17:15, 15:10        |
| 15.03.1936 | YMCA Kraków      | 2:1   | Polonia Warszawa |                     |

Mecz o 5 miejsce
| Data       | Drużyna 1        | Wynik | Drużyna 2 | Sety               |
| ---------- | ---------------- | ----- | --------- | ------------------ |
| 15.03.1936 | Pomorzanin Toruń | 2:1   | ŁKS Łódź  | 7:15, 15:10, 15:12 |

## Skład zdobywcy pucharu Polski
YMCA Kraków: Kazimierz Baran, Roman Jaśkiewicz, Adam Adamski, Kazimierz Paszta, Stanisław Stock, Bronisław Fiszer, Leszek Wątorski

## Klasyfikacja końcowa
| Miejsce | Drużyna              |
| ------- | -------------------- |
| złoto   | YMCA Kraków          |
| 2.      | Polonia Warszawa     |
| 3.      | Ognisko Wilno        |
| 4.      | AZS Lwów             |
| 5.      | KPW Pomorzanin Toruń |
| 6.      | ŁKS Łódź             |
| 7.      | Gryf Toruń           |
| 8.      | KPW Katowice         |